# Dawidów (gmina)
Dawidów – dawna gmina wiejska w powiecie lwowskim województwa lwowskiego II Rzeczypospolitej (1934–1939), a także jednostka podziału administracyjnego Generalnego Gubernatorstwa w latach 1941–1944, wchodząca w skład dystryktu galicyjskiego. Siedzibą gminy był Dawidów.
Gminę utworzono 1 sierpnia 1934 r. w ramach reformy na podstawie ustawy scaleniowej z dotychczasowych gmin wiejskich: Czerepin, Dawidów, Kozielniki, Krotoszyn, Pasieki Zubrzyckie, Sichów, Siedliska, Tołszczów i Zubrza.
W latach 1939–1941 zniesiona, będąc okupowana przez ZSRR, gdzie nie funkcjonowały gminy zbiorowe (vide rejon winnikowski).
W 1941 roku reaktywowana na skutek wojny niemiecko-radzieckiej, po zajęciu obszaru przez władze hitlerowskie. Gmina weszła w skład powiatu lwowskiego (Kreishauptmannschaft Lemberg), należącego do dystryktu Galicja w Generalnym Gubernatorstwie, gdzie została zmodyfikowana:
- do gminy Dawidów powróciły Dawidów, Krotoszyn, Pasieki Zubrzyckie i Zubrza,
- część przedwojennego obszaru gminy – Czerepin, Siedliska i Tołszczów –  włączono do nowo utworzonej gminy Milatycze,
- część przedwojennego obszaru gminy – Kozielniki i Sichów –  włączono do Lwowa;
- ponadto gminę Dawidów zwiększono o gromady Stare Sioło i Szołomyja z przedwojennej gminy Stare Sioło,
- ponadto gminę Dawidów zwiększono o gromadę Gańczary z przedwojennej gminy Czyszki.

| Gmina w Landkreis Lemberg | Miejscowości / gromady                          | Gmina (II RP) | Powiat (II RP) | Rejon w ZSRR (1939–1941) |
| ------------------------- | ----------------------------------------------- | ------------- | -------------- | ------------------------ |
| Lwów (m)                  | Kozielniki i Sichów                             | Dawidów       | lwowski        | winnikowski              |
| Milatycze                 | Czerepin, Siedliska i Tołszczów                 | Dawidów       | lwowski        | winnikowski              |
| Dawidów                   | Dawidów, Krotoszyn, Pasieki Zubrzyckie i Zubrza | Dawidów       | lwowski        | winnikowski              |
| Dawidów                   | Gańczary                                        | Czyszki       | lwowski        | winnikowski              |
| Dawidów                   | Stare Sioło i Szołomyja                         | Stare Sioło   | bóbrecki       | bóbrecki                 |

Ludność gminy w 1943 roku wynosiła 8893.
Po II wojnie światowej obszar gminy został włączony do Ukraińskiej SRR.